# Harry Potter: Wizards Unite
Harry Potter: Wizards Unite è un videogioco free-to-play in realtà aumentata sviluppato da Niantic e da WB Games San Francisco e pubblicato da Niantic, su licenza di Portkey Games. Il gioco è basato sulla serie Harry Potter creata da J. K. Rowling.
Inizialmente distribuito in versione beta in Nuova Zelanda ad aprile 2019 e in Australia nel maggio 2019, il gioco è stato pubblicato per Android e iOS il 21 giugno 2019.
Il 2 novembre 2021 viene annunciata la chiusura del gioco prevista per il 31 gennaio 2022, con la rimozione dell'applicazione dagli store digitali il 6 dicembre 2021.

## Modalità di gioco
Il giocatore è catapultato nel mondo, la cui posizione dipende dalla geolocalizzazione del dispositivo, e diventa una nuova recluta dell’Unità Speciale dello Statuto di Segretezza. Lo scopo del giocatore è quello di indagare sui misteriosi e caotici avvenimenti della comunità magica che si sono letteralmente riversati nel mondo babbano. Unendo le forze con gli altri giocatori dal vivo, si possono risolvere tutti i misteri e le missioni che il gioco propone. I giocatori devono esplorare il mondo reale per scoprire oggetti magici, incontrare animali fantastici e personaggi iconici del mondo di Harry Potter, e lottare contro nemici lanciando incantesimi.
I giocatori possono personalizzare il proprio personaggio nel gioco, scegliendo la loro casa di Hogwarts, la loro bacchetta e la loro professione: Auror, Professore o Magizoologo. Durante l'esplorazione del mondo reale si possono scoprire diversi luoghi magici sulla mappa, come Fortezze, Locande, Serre e Smarriti.

### Le Fortezze
Le Fortezze sono punti di interesse sulla mappa, che corrispondono ai luoghi reali. In questi luoghi è possibile allearsi con altri giocatori, fino ad un massimo di 5, per combattere contro dei nemici. 

### Le Serre e le Locande
Le Serre e le Locande sono punti di interesse sulla mappa, che corrispondono ai luoghi reali. Bisogna fisicamente raggiungerli per interagire con essi. Forniscono energia magica e ingredienti per creare le pozioni. Nelle Locande è possibile attivare uno strumento chiamato Detector Oscuro che permette di far comparire Smarriti. 

### Smarriti
Gli Smarriti possono essere trovati casualmente sulla mappa e sono la base del gameplay dell’intero gioco. Se cliccate su un’icona Smarriti, sarà necessario lanciare diversi incantesimi, tracciando dei glifi sullo schermo, per sconfiggere la magia detta Soqquadro e ottenere un frammento da archiviare nel Registro.

### Registro
Il Registro permette di tenere traccia di tutti gli incontri degli Smarriti che il giocatore ha ottenuto. Completare parti del Registro, consente di ottenere ricompense per aumentare il livello della Professione del giocatore.

## Sviluppo
Harry Potter: Wizards Unite è stato annunciato l'8 novembre 2017, come un gioco per smartphone in realtà aumentata sviluppato da Niantic e WB Games San Francisco. I giocatori sono in grado di visitare luoghi del mondo reale lanciando incantesimi, scoprendo manufatti misteriosi e incontrando personaggi iconici e bestie leggendarie dell'universo di Harry Potter. Il gioco trae ispirazione dai precedenti giochi AR Pokémon GO e Ingress.
Con l'acquisto di Escher Reality da parte di Niantic, il gioco dovrebbe implementare nuove tecnologie per consentire una migliore realtà aumentata detta persistente.